# Горбань Сергій Володимирович
Сергі́й Володи́мирович Го́рбань (нар. 9 липня 1992), м. Маріуполь, Донецька область, Україна — пом. 2 лютого 2017, м. Авдіївка, Донецька область, Україна) — водій аварійно-рятувального загону спеціального призначення ГУ Державної служби України з надзвичайних ситуацій у Донецькій області. Загинув під час виконання службових обов'язків.

## Обставини загибелі
30 січня 2017 року, внаслідок обстрілів Авдіївки російсько-терористичними угрупованнями, місто залишилось без електрики, води і тепла. Було оголошено надзвичайний стан, розгорнуто пункти обігріву та надання гуманітарної допомоги.
Сергій Горбань брав участь у рятувальній операції ДСНС. 2 лютого о 21:05 район школи № 2 та стадіон «Хімік», де розгорнуто пункт життєзабезпечення ДСНС, обстріляли терористи. Під артилерійський обстріл потрапив автомобіль служби. Водій Сергій Горбань загинув на місці, важких поранень у живіт зазнав підполковник Тритейкін Дмитро Олександрович (помер 21 лютого в лікарні).
Похований у Маріуполі. Залишилися мати, дружина та донька 2015 р.н. 24 серпня 2017 родина загиблого рятувальника отримала квартиру в Маріуполі.

## Нагороди
Орден «За мужність» III ступеня — за особисту мужність, самовідданість і високий професіоналізм, виявлені під час аварійно-рятувальних робіт в районі проведення антитерористичної операції (08.02.2017, посмертно).